# 二階堂迅
二階堂 迅（にかいどう じん、2001年10月30日 - ）は、日本のプロボクサー。
ディアマンテボクシングジム所属。2022年度全日本フライ級新人王

## 来歴
大阪府泉大津市出身。浪速高等学校卒業。関西大学在学中。
小5からボクシングを始める。浪速高校から関西大学に進学。在学中にディアマンテボクシングジムでプロデビュー。
デビュー戦ではKWORLD3ジム所属森本竜馬を相手に判定勝ち。
翌年の2022年11月6日全日本新人王西軍代表決定戦にて坂井涼相手に2-0（38-38、39-37×2）判定勝ちで西軍代表技能賞獲得。同年西軍フライ級新人王として、東日本新人王長谷川優太を相手に3回2分40秒TKO勝ち。全日本新人王獲得。
2023年5月3日7勝4KOの藤田圭を相手に2－1のスプリットで判定勝ち。同年9月永里翔を相手に判定勝ち。日本ランキング10位（2024年1月）。

## 戦績
- アマチュアボクシング - 29戦17勝12敗（9RSC）
- プロボクシング - 7戦7勝（1KO）

## 獲得タイトル
- 西軍代表決定戦技能賞
- 全日本フライ級新人王